# Opus Dei
Pour les articles homonymes, voir Opus Dei (homonymie).
 (janvier 2023).
L’Opus Dei (« Œuvre de Dieu » en latin), également appelé prélature de la Sainte Croix et Opus Dei (en latin : Praelatura sanctae crucis et Operis Dei), est une institution de l'Église catholique fondée en 1928 par Josemaría Escrivá de Balaguer. Cette organisation a d'abord été une  pieuse union, puis un institut séculier, avant de devenir une prélature personnelle  à partir de 1982. En 2020, l'Opus Dei compte 90 000 membres dont environ 98 % de laïcs et 1 900 prêtres.
L'Opus Dei promeut notamment la sainteté au milieu du monde, aussi bien pour les laïcs que pour les  prêtres séculiers. Son principal message est que chacun peut transformer son travail, ses loisirs et sa vie de famille en des moments de rencontre avec Dieu.
Cette organisation a fait l'objet de différentes controverses, notamment en ce qui concerne son aspect secret et son influence politique, ainsi que l'étendue réelle de ses moyens financiers,,,,,.

## Histoire

### De 1928 à 1975
L'Opus Dei a été fondé par Josemaría Escrivá de Balaguer, un prêtre espagnol, le 2 octobre 1928 en tant que pieuse union en Espagne. Le 25 juin 1944 trois prêtres sont ordonnés : Álvaro del Portillo, José María Hernández Garnica et Joseph Muzquiz. À partir de 1945 l'Opus Dei s'implante dans plusieurs pays d'Europe : au Portugal en 1945, en Italie et au Royaume-Uni en 1946 ainsi qu'en Irlande et en France en 1947. En 1949 il s'implante en Amérique du Nord, précisément aux États-Unis et au Mexique.
Les liens étroits qu'entretenait l'Opus Dei avec le régime franquiste lui sont fréquemment reprochés.
Dès 1946, Josemaría Escrivá de Balaguer fixa sa résidence à Rome afin de préparer les documents nécessaires à la curie romaine pour donner à l’Opus Dei une structure juridique adaptée à son caractère international. Elle fut approuvée en tant qu'institut séculier en 1950 par le pape Pie XII. En 1948, Josemaría Escrivá de Balaguer érigea le Collège romain de la Sainte-Croix à Rome pour la formation philosophique, théologique et canonique des prêtres et laïcs, puis, en 1953, il fonda le Collège romain de Sainte-Marie pour les femmes.
Dans les années 1950, l'Opus Dei poursuivit son expansion en s'implantant en Argentine et au Chili en 1950, en Colombie et au Venezuela en 1951, en Allemagne de l'Ouest en 1952, au Guatemala et au Pérou en 1953, en Équateur en 1954, en Suisse et en Uruguay en 1956, en Autriche, au Brésil et au Canada en 1957, au Kenya, au Japon et au Salvador en 1958, ainsi qu'au Costa Rica et aux Pays-Bas en 1959.

### Après 1975
Les travaux destinés à l'aboutissement de l'organisation en prélature débutent en 1969. En 1982, Jean-Paul II donne à l’Opus Dei son statut juridique définitif en l’érigeant en prélature personnelle par la constitution apostolique prévue par le concile Vatican II et par le Code de droit canonique.
Les prélatures personnelles sont constituées de prêtres et de diacres du clergé séculier pour promouvoir une répartition adaptée des prêtres ou pour accomplir des tâches pastorales ou missionnaires particulières en faveur de diverses régions ou de divers groupes sociaux.
Alvaro del Portillo, à la tête de l’Opus Dei, est nommé premier prélat. Le successeur de Josemaría Escrivá de Balaguer, fidèle à l’esprit du fondateur, présente cette nouvelle période de l’histoire de l’Opus Dei comme celle de la « continuité ».

Carte retraçant l'expansion de l'Opus Dei par pays.

L’expansion de l’Opus Dei se poursuit et atteint dans les années 1980 Hong Kong, Singapour, Macao et Taïwan, la Suède, la Finlande, le Congo, la Côte d’Ivoire et le Cameroun. Après la chute du mur de Berlin, des centres de l’Opus Dei s’ouvrent en Pologne, en Hongrie et en République tchèque.
Entre-temps, Alvaro del Portillo suit le procès de canonisation de Josemaría Escrivá de Balaguer. Le procès a été demandé par plusieurs milliers de personnes dont 69 cardinaux et près d’un tiers de l’épiscopat mondial. Le 17 mai 1992, il assiste en tant que prélat à la béatification du fondateur de l’Opus Dei par le pape Jean-Paul II sur la place Saint-Pierre au Vatican. 300 000 fidèles se sont réunis pour la cérémonie venus également pour la béatification de la religieuse canossienne Joséphine Bakhita.
Le 23 mars 1994, Alvaro del Portillo meurt à Rome et Javier Echevarría Rodríguez est élu successeur.
Le 6 octobre 2002, Jean-Paul II canonise Josemaría Escrivá de Balaguer, au terme d'un procès parmi les plus rapides de toute l'histoire de l'Église catholique. Entre 450 000 à 500 000 pèlerins sont présents à la cérémonie place Saint-Pierre, dont 50 cardinaux et plusieurs centaines d'évêques.
En septembre 2005, le pape Benoît XVI bénit la statue de Josemaría Escrivá de Balaguer fraîchement installée dans une niche sur le mur extérieur de la basilique Saint-Pierre réservé aux fondateurs d’organisations catholiques.
En 2007, l'Opus Dei arrive en Russie. En 2009, en Indonésie, en Roumanie et en Corée du Sud. Depuis la mort de son fondateur en 1975, l'Opus Dei a ainsi connu une vague d'expansion toujours en cours et est présente dans de nombreux pays. Les pays où elle compte le plus de membres sont cependant l'Espagne, l'Italie et les pays d'Amérique latine, qui représentent ses bastions historiques.
Le 27 septembre 2014, Alvaro del Portillo est béatifié par l'envoyé du pape François, le cardinal Angelo Amato.
Javier Echevarría Rodríguez meurt le 12 décembre 2016 à Rome.
Le 14 juillet 2022, le pape François modifie le statut de l'œuvre par le motu proprio « Ad charisma tuendum ». Le dicastère de référence pour l'Opus Dei ne sera plus celui des évêques mais celui du clergé. Le prélat, la plus haute autorité de l'Opus Dei ne pourra plus être nommé évêque. Le titre qui reviendra au prélat de l'Opus Dei sera celui de "protonotaire apostolique surnuméraire" avec le titre de révérend monseigneur.

## Organisation

### Statut de prélature personnelle
(juillet 2022).
L'Opus Dei est, à la fin de 2023, la seule prélature personnelle de l’Église catholique. Cette forme juridique, récente dans le droit de l'Église, provient du concile Vatican II. Elle est régie par le droit canonique général, ainsi que par ses propres statuts.
La « prélature personnelle » est l'une des formes d'organisation des fidèles prévues par le droit canonique. Ainsi, à côté du diocèse qui est la forme habituelle, il existe aussi des prélatures territoriales (lorsqu'il n'y a pas de diocèse), des administrations apostoliques, des vicariats apostoliques, des préfectures apostoliques, des missions sui juris, etc., la plupart étant destinée aux territoires de Mission.
La prélature personnelle est constituée de prêtres et de diacres du clergé séculier. Le prélat qui gouverne avec un pouvoir de juridiction est nommé par le pape. Il s'appuie sur un presbyterium, composé de prêtres, et des fidèles laïcs, hommes et femmes.
Moyennant des conventions établies avec la prélature, des laïcs peuvent s’adonner aux tâches apostoliques de la prélature personnelle (Idem, Can. 296). Dans le cas de l'Opus Dei, la collaboration des fidèles laïcs est réglée par un lien de type contractuel impliquant des obligations réciproques entre le fidèle laïc (pauvreté, chasteté et obéissance) et la prélature.
Le qualificatif « personnelle » signifie que cette prélature n'a pas de juridiction territoriale en particulier (contrairement aux diocèses ou aux prélatures territoriales) mais sur des personnes et, ce, indépendamment du territoire dans lequel celles-ci résident et indépendamment de leur qualité de « laïc » ou de « prêtre ». La juridiction personnelle du prélat de l'Opus Dei sur les membres de la prélature se cumule avec la juridiction ordinaire, territoriale, de l'évêque du lieu, leurs pouvoirs de juridiction ne portant pas sur les mêmes champs de compétence.
L'institution souligne que les membres de l'Opus Dei demeurent entièrement sous l'autorité de leur évêque local comme précisé dans les statuts de la prélature personnelle. L'autorisation de l'évêque du lieu est toujours nécessaire pour l'ouverture d'un centre de l'Opus Dei.

### Organisation
L’Opus Dei est organisé de façon hiérarchique. Il s'agit d'une structure pyramidale :
- Direction centrale[29] : le prélat, également appelé président général[30], est à sa tête. Il possède la qualité de prêtre, est membre du conseil général, issu d'un mariage légitime et jouissant de bonne réputation, membre de la Prélature depuis au moins dix années[31]. Il réside à Rome où il est assisté par un Conseil général composé d’hommes et par un Conseil central pour les femmes. Tous les huit ans, un congrès général de la prélature se réunit afin de dresser un bilan du travail apostolique réalisé, de fixer les prochains objectifs et de procéder aux renouvellements ou aux nominations des membres des conseils. Depuis le dernier congrès général électif de janvier 2017, le prélat est Fernando Ocariz[32].
  - Le conseil général est composé en 2017[33] :
    - du vicaire général : Mariano Fazio[34],
    - du vicaire secrétaire central : Antoni Pujals,
    - du vice-secrétaire de saint Michel : Javier de Juan,
    - du vice-secrétaire de saint Gabriel : Carlos Cavazzoli,
    - du vice-secrétaire de saint Raphaël : Matthew Antony,
    - du préfet des études : Luis Romera,
    - de l'administrateur général : Julien Nagore.
- Directions régionales et locales[35] :
  - Des circonscriptions régionales (appelées régions ou quasi-régions) sont érigées par le prélat ; elles sont dirigées par un vicaire régional (aussi appelé conseiller régional) et des conseils sensiblement identiques aux précédents. La région est une entité territoriale se conformant ou non aux frontières étatiques. Le vicaire régional est le représentant du prélat dans sa région.
  - Certaines régions sont divisées en délégations. La même organisation se retrouve avec un vicaire de la délégation et deux conseils.
  - Dans chaque région, pour les questions économiques, le vicaire régional est assisté d’un conseil économique appelé consultatio technica (conseil technique), dont les membres sont désignés par le vicaire et qui est présidé par l’administrateur régional (lui-même désigné par le prélat).
  - Dans chaque circonscription sont érigés des centres[36]. Le gouvernement local est constitué par le directeur avec son conseil. Il est nommé par le vicaire régional pour une période de 3 ans.
- Des assemblées régionales[37] se tiennent tous les dix ans dans chaque région, au cours desquelles sont examinées  les expériences réalisées durant cette période. Les conclusions de l’assemblée ne tiennent force de prescription  qu’à partir du moment où elles reçoivent l’approbation du prélat. Celui-ci donne alors les instructions adéquates à travers les organes de direction habituels.

### Fidèles
L'« Œuvre » (l’Opus Dei est aussi appelé dans cette formulation courte), basée à Rome, comprend en 2010 environ 90 000 membres — dont 98 % de laïcs — répartis dans une soixantaine de pays. Ils se subdivisent en différentes catégories. Environ 60 % des membres de l’Opus Dei résident en Europe et environ 35 % sur le continent américain.

#### Fidèles laïcs
- Les surnuméraires sont des membres de l'Opus Dei qui concilient apostolat et vie familiale et/ou professionnelle. Ils représentent près de 70 % des membres[40]. Les surnuméraires sont des laïcs mariés ou se destinant au mariage et qui ont leur propre domicile. Ils consacrent une partie de leur journée à la prière, participent aux différentes réunions de l'Opus Dei et soutiennent financièrement l'organisation[41].
- Les numéraires, femmes ou hommes, sont des membres de l'Opus Dei qui se sont engagés à vie au célibat[42]. Ils vivent dans les centres (non mixtes) de l'Opus Dei et poursuivent une activité professionnelle à l'extérieur. Au sein de l'Opus Dei, ils sont principalement chargés de former les nouveaux membres et d'assurer la direction spirituelle des autres membres. De ce fait, selon les constitutions internes de l'Opus Dei, les numéraires sont obligatoirement des personnes diplômées de l'enseignement supérieur et/ou qui s'engagent à poursuivre leur formation universitaire[43]. Les numéraires donnent une partie de leurs revenus à l’Œuvre, qui les redistribue en fonction des besoins des apostolats de l’Œuvre[41],[42]. Ils sont incités à se surpasser dans leur travail tout en poursuivant leur propre formation spirituelle de manière intensive[43]. Les numéraires représentent environ 20 % des membres de l’organisation[40].

- Les numéraires auxiliaires sont des femmes laïques dont le travail consiste à s'occuper de l'entretien des centres de l'Opus Dei[44]. Elles résident généralement dans les centres de l'Opus Dei. Outre leur travail dans les centres, les auxiliaires peuvent être amenées à travailler au domicile de surnuméraires ainsi que dans les structures hôtelières de l'Opus Dei. Elles ne sont pas autorisées à suivre de formations autres que celles en rapport direct avec leur fonction d'auxiliaire[41]. Tout comme les numéraires, les auxiliaires sont célibataires. Certaines disent avoir perçu un faible salaire et sont parfois dépourvues de toute couverture sociale ou droit à la retraite[41],[45],[46],[47],[48].

- Les agrégés, femmes et hommes, vivent également le célibat. Ils participent, dans une moindre mesure, aux charges de formation et de direction. Ils vivent soit avec leur famille, soit seuls[49]. Les agrégés sont majoritairement des étudiants[43]. Eux aussi redonnent le reste de leurs revenus à l'Opus Dei[41]. Les agrégés sont parfois aussi nommés « oblats »[42].
- Les coopérateurs. L’Opus Dei est aussi connue pour être la première institution catholique à avoir intégré, en son sein, des coopérateurs non catholiques. Les « coopérateurs de l’Opus Dei » sont des sympathisants de l’institution qui ne sont pas nécessairement des laïcs ni même des chrétiens. Les coopérateurs apportent essentiellement un soutien financier à l'Opus Dei[43]. En 2005, il y avait environ 164 000 coopérateurs dans le monde[5].

Certains fidèles sont invités à partager leur courrier, ce qui a entraîné une controverse sur le contrôle que l'Opus Dei exercerait sur ces membres. Ces critiques ont été fortement réfutées par l'Opus Dei qui a précisé que le partage du courrier n'est plus une obligation mais la manifestation de la confiance que les membres de l'Œuvre ont en leurs directeurs. Dans un rapport de BBC World Service de 2006, José Carlos Martín de la Hoz, un prêtre de l'Opus Dei, confirme que la pratique d'ouverture du courrier par les directeurs existe bien, mais précise que c'est une manifestation d'ouverture et de confiance de la part des fidèles de l'Opus Dei. L’institution affirme quant à elle que cette pratique est tombée en désuétude et que, de toute façon, elle serait impossible à mettre en œuvre à l’ère d’Internet[Information douteuse], comme l'explique le porte-parole belge de l'Opus Dei Stéphane Seminckx : « Cela a radicalement été supprimé, car cela ne répond plus aux exigences de notre époque. Et, comme vous le dites, cette aide était perçue comme un contrôle ou un abus. »

#### Membres du clergé
Les membres du clergé faisant partie de l’Opus Dei se divisent en deux catégories distinctes selon qu’ils soient, ou non, soumis à la juridiction du Prélat de l’Opus Dei ou qu’ils restent sous la juridiction de leur diocèse. Dans les deux cas, ils sont membres de la société sacerdotale de la Sainte-Croix, entité inséparable de l’Opus Dei.
- Le « Clergé de la Prélature de l’Opus Dei » se compose de prêtres étant directement soumis à la juridiction du Prélat de l’Opus Dei. Il s’agit toujours de membres de l’Opus Dei, des « numéraires » ou des « agrégés ». Seuls 2 % des membres de l’organisation font partie du Clergé de la Prélature[40].
- La « Société Sacerdotale de la Sainte-Croix » regroupe à la fois les membres du Clergé de la Prélature et les prêtres diocésains ayant demandé leur admission à l’Opus Dei. Ces derniers deviennent alors membres « surnuméraires » ou « agrégés » selon leurs disponibilités pour les activités de l’Opus Dei, mais continuent d’être soumis à la juridiction de leur diocèse comme le stipule la Constitution apostolique Ut Sit. L’Opus Dei n’apporte aux prêtres ayant rejoint l’organisation qu’un chemin de sanctification supplémentaire[54]. En 2005, il y avait environ 2 000 prêtres au sein de la Société Sacerdotale de la Sainte-Croix[5].

### Place des femmes dans l'organisation de l'Opus Dei
(13 septembre 2022).
Le cardinal Grocholewski, dans son homélie prononcée au Collège romain de Sainte Marie le 9 mai 2002,, rappelle la place et le rôle des femmes au sein de l'Opus Dei :
« la scène que saint Luc décrit ... projette une grande lumière : les Apôtres reviennent à Jérusalem et se rassemblent au Cénacle. « Tous d’un même cœur étaient assidus à la prière avec quelques femmes, dont Marie mère de Jésus (Act l, 14). ».... Seuls les Apôtres vont expliquer avec autorité à la foule le sens de l’effusion de l’Esprit Saint à laquelle ils ont tous assisté.
C’est surtout le saint-père Jean Paul II, si sensible aux signes des temps, qui lui a consacré [le rôle de la femme] une grande attention, en veillant à ce que l’on cultive, pour ainsi dire, un féminisme chrétien sain, s’appuyant d’un côté sur l’égalité de l’homme et de la femme, et de l’autre sur la complémentarité de leurs contributions spécifiques à la famille, à la société civile et à l’Église.
...encyclique Evangelium vitæ (25 mars 1995) : « Pour obtenir ce tournant culturel en faveur de la vie, la pensée et l’action des femmes jouent un rôle unique et sans doute déterminant : il leur revient de promouvoir un ‘nouveau féminisme’ qui, sans succomber à la tentation de suivre les modèles masculins, sache reconnaître et exprimer le vrai génie féminin dans toutes les manifestations de la vie en société.
Comme de bonnes filles de votre fondateur, vous êtes convaincues, tout comme les femmes de l’Évangile qui furent les premiers témoins de la Résurrection du Seigneur et chargées de l’annoncer à Simon Pierre et aux autres apôtres, qu’il n’y a pas d’Église sans le pape, puisque le Christ a fait de Pierre le roc sur lequel se dresse pour toujours l’édifice spirituel de son Église.
Vous savez être à votre place. Vous savez éviter, selon le clair enseignement du bienheureux Josemaría, « la folie de changer de place » (Chemin, n° 837). Vous pensez aussi à ce qu’il a écrit en Chemin : « De l’endroit même qui t’est assigné dans la vie tu seras pour beaucoup source de lumière et d’énergie, comme une puissante turbine spirituelle…, sans perdre toi-même ta force et ta lumière (Chemin, n° 837). »
Pensons aux propos heureux de votre fondateur : « La femme est appelée à donner à la famille, à la société civile, à l’Église, ce qui lui est propre et qu’elle est seule à pouvoir donner : sa délicate tendresse, sa générosité inlassable, son amour du concret, sa finesse d’esprit, sa capacité d’intuition, sa piété simple et profonde, sa ténacité… Sa féminité n’est pas authentique si elle ne réalise pas la beauté de cet apport irremplaçable et ne l’incorpore pas à sa propre vie (Entretiens avec Mgr Escrivá de Balaguer, n° 87). »
Si l’on excepte la capacité juridique de recevoir les ordres sacrés, — distinction qui doit être maintenue, à mon avis, pour de multiples raisons, également de droit divin positif —, j’estime qu’on doit reconnaître pleinement à la femme dans l’Église — dans sa législation, dans sa vie interne et dans son action apostolique — les mêmes droits et les mêmes devoirs qu’aux hommes
le bienheureux Josemaría prophétisa en pensant à ses filles : « Avec un groupe de femmes vaillantes […], bien unies à la Vierge douloureuse, quel travail apostolique ne ferait-on pas dans le monde (Chemin, n° 982) ! »

### Formation
Une formation continue est assurée aux fidèles : cours hebdomadaires, appelés aussi cercles, sur des sujets doctrinaux et ascétiques, réunion mensuelle, de quelques heures.
De plus, les membres sont invités à participer chaque année à une retraite spirituelle ou à un séminaire de formation en philosophie et théologie d'une durée de trois semaines pour les numéraires et d'une semaine pour les surnuméraires. Au mois de mai, les membres font également un pèlerinage d'une journée en l'honneur de Marie.
L'Opus Dei propose également à toute personne qui le souhaite une formation et un accompagnement spirituel, sans que cela aboutisse à un quelconque engagement.

### Prières
Le fondateur de l'Opus Dei détaille ce sujet dans son livre Chemins aux chapitres 3 et 25.
Selon lui, un chrétien devient un saint principalement par la grâce de Dieu. Ainsi, il insiste sur la nécessité de se confesser fréquemment et sur d'autres moyens de sanctification :
1. la vie intérieure, des activités tournées vers la contemplation, que Jésus appelle « l'unique chose nécessaire » (Luc 10:42) ;
2. l'étude de la doctrine chrétienne, compréhension raisonnée de Dieu et de Son œuvre telle que révélée dans la foi catholique, désormais présentée par Benoît XVI comme la religion du Logos (le Mot : signification et raison).

Escrivá a dit que l'on ne peut pas aimer quelqu'un que l'on ne connaît pas[réf. nécessaire]. Ainsi, il dit que les chrétiens devraient avoir « la piété des enfants et la doctrine sûre des théologiens ».
Il estime que les moyens essentiels de s'entraîner consistent en un encadrement individuel grâce à la direction spirituelle, une pratique qui tient ses origines des premières heures de l'Église,.[réf. à confirmer] Selon Cornelio Fabro[réf. nécessaire], philosophe italien, la formation de l'Opus Dei stimule les vertus naturelles, et crée des habitudes qui se développent par leur répétition lors des activités, professionnelles ou non. Cette habitude de l'excellence humaine, qui comprend l'amour de la sincérité, du courage et de la générosité, sont les « fondements », selon Escrivá, des vertus surnaturelles de la foi et de l'amour de Dieu.
Les membres de l'Opus Dei (numéraires comme surnuméraires) essaient de suivre un plan de vie spirituelle qui inclut des moments de prière, l'assistance quotidienne à la messe et la récitation du chapelet. Selon les mots du fondateur, ce plan de vie doit s'adapter aux circonstances de chacun comme un gant élastique s'adapte à la main.
Le plan de vie spirituelle s'est un peu modifié durant les dernières décennies. Nous pouvons retenir par exemple :
- la minute héroïque, se lever sans hésitation et dire Serviam ! (« Je vais servir ! » en latin) ;
- la prière mentale, conversation avec Dieu ;
- la messe, la communion et l'action de grâce après la communion ;
- le rosaire, dévotion traditionnelle catholique en l'honneur de Marie et du Christ ;
- les preces, prière spécifique à l'Opus Dei énoncée en latin par chaque membre ;
- l'adoration eucharistique, dévotion catholique consistant à honorer Jésus dans l'eucharistie ;
- trois « Je vous salue Marie » avant de terminer sa journée pour demander la vertu de pureté ;
- le signe de croix avec de l'eau bénite ;
- la confession, afin de suivre les recommandations catholiques qui demandent de fréquentes confessions ;
- la récitation du psaume 2 le mardi ;
- le chant d'une hymne mariale le samedi.
- la récitation ou le chant du Symbole d'Athanase le 3e dimanche de chaque mois.

### Dirigeants
- 1928-1975 : Josemaría Escrivá de Balaguer - fondateur
- 1975-1994 : Alvaro del Portillo
- 1994-2016 : Javier Echevarría
- Depuis 2017 : Fernando Ocáriz

### Personnalités membres ou sympathisants influents de l'Opus Dei
Cette liste, non exhaustive, présente quelques membres ou sympathisants importants de l'Opus Dei dont l'affiliation et/ou le soutien à l'Œuvre sont publics et relatés dans divers documents.
- Cardinal Julián Herranz Casado.
- Cardinal Juan Luis Cipriani Thorne.
- Ruth Kelly - Secrétaire aux Transports du gouvernement britannique. Membre du parti travailliste[5].
- Robert Hanssen - agent spécial américain du FBI, condamné en 2002 à la prison à vie pour espionnage au profit de l'URSS et de la Russie[67]
- Guillermo Lasso - Président de l’Équateur (depuis 2021)[68].
- Paola Binetti - Sénatrice italienne[69].
- Adolfo Suárez - Chef du Gouvernement espagnol de 1978 à 1982[70].
- Cesare Cavalleri (it) - Critique littéraire et éditeur italien ayant reçu le Premio internazionale Medaglia d'oro per la Cultura cattolica (prix international médaille d'or pour la culture catholique)[71].
- Alberto Michelini (it) - Réalisateur italien, journaliste et politicien[72].
- Michael Cook - Journaliste australien[73].
- Jaime Nubiola - Philosophe espagnol enseignant à l'université de Navarre, spécialiste de la philosophie du langage, de Charles Sanders Peirce et du pragmatisme[74].
- Claude Bébéar, président du conseil de surveillance d'Axa[3].
- Dominique le Tourneau, prêtre, aumônier de l'Ordre du Saint-Sépulcre de Jérusalem.
- Juan Antonio Samaranch-Torello, ancien ministre de Franco, ancien président du Comité international olympique.[réf. à confirmer][75]
- Raymond Barre a témoigné au procès de béatification d’Escrivá de Balaguer, attestant les « signes de sainteté » du fondateur de l’Œuvre.[réf. à confirmer][75]
- Plusieurs familles royales d’Europe[réf. à confirmer][75]
- Jérôme Lejeune[3],[76].
- L'APF (ou APPF) (Association pour la promotion de la famille)[77]
- Jean Foyer[78]
- Jacques Bichot[79], coopérateur.
- Jean-Claude Gaudin, homme politique français[80],[81], sympathisant.
- Charles Beigbeder, homme d'affaires français[80], sympathisant.
- Les dirigeants des éditions « Le Laurier, »[réf. nécessaire]
- L'abbé Guillaume Derville, responsable spirituel de l’Opus Dei[82].
- Alexandre Havard, célibataire numéraire, auteur.
- Tihomir Orešković, Premier ministre de Croatie en 2016[83].
- Jacques de Chateauvieux, ancien président d'Axa[84].
- Blas Ricardo Sanz, homme d'affaires espagnol, numéraire.
- Jean Gottigny, théologien belge, prêtre de l'Opus Dei
- Michel-Yves Bolloré, homme d’affaires français[85], frère de Vincent Bolloré.
- Martin Aurell, historien français[86].

### Magazines internes réservés uniquement aux membres de l'Opus Dei
Il existe deux magazines internes à l'organisation, en espagnol : Cronica pour les hommes et Noticias (les nouvelles en espagnol) pour les femmes. Ces publications qui comportent des éditoriaux à thème spirituel restent internes et destinées à la méditation. Elles présentent pour chaque sexe, et séparément, les actions prosélytiques des membres dans le monde et l'histoire du fondateur. Les articles particulièrement importants sont traduits en anglais. On y trouve de nombreuses photos des centres à travers le monde sans précision de l'identité des personnes. Le fondateur soulignait que les membres devaient rester anonymes afin de placer la doctrine, le « bien collectif du groupe » au-dessus des individus.

## Relations entre l’Opus Deiet les personnalités catholiques
Leopoldo Eijo y Garay (es), évêque de Madrid où l’Opus Dei a été fondée, a soutenu l’Opus Dei et l'a défendu en déclarant que « cet opus est réellement Dei » (« cette œuvre est vraiment celle de Dieu »). Réfutant les critiques de secret et d’hérésie, l’évêque décrit le fondateur de l’Opus Dei comme quelqu’un d'« ouvert comme un enfant » et comme « le plus obéissant à la hiérarchie de l’Église ».
En 1963, le théologien catholique Hans Urs von Balthasar écrivait :

« L’expression intégriste la plus vigoureuse au sein de l’Église est sans nul doute l’Opus Dei ». Il reviendra à plusieurs reprises sur ses propos, affirmant qu’il ne connaissait pas bien l’Opus Dei à l’époque[réf. nécessaire]. En particulier, dans une lettre (jamais publiée, mais conservée dans les archives de l'Opus Dei) adressée à la Prélature ainsi qu'au journal Neue Zürcher Zeitung en janvier 1979, il écrit : « la plupart des critiques levées à l'encontre du mouvement, y compris celles de votre propre journal concernant les instructions religieuses données par les membres de l'Opus Dei, me paraissent fausses et anticléricales »[réf. nécessaire].
Dans les années 50, le pape Pie XII déclare au cardinal australien Norman Gilroy qu’Escrivá « est un véritable saint, un homme envoyé par Dieu pour notre temps ».
Selon Alberto Moncada, docteur en sociologie et ancien membre de l'Opus Dei, les relations entre le pape Paul VI et l'organisation étaient « tumultueuses ». Cette affirmation semble cependant être sujette à caution car Escrivá et Paul VI se connaissaient depuis 1946 et s’appréciaient beaucoup. Escrivá a dit au sujet de Montini (futur Paul VI) : « La première main amie que j’ai trouvée ici, à Rome, fut celle de Montini ; les premiers propos affectueux pour l’Œuvre entendus à Rome, ce furent les siens. » De son côté, le pape Paul VI a déclaré que Josemaría Escrivá était « l’un de ceux ayant reçu le plus de grâces et ayant correspondu avec le plus de générosité à ces dons de Dieu ».
Le pape Jean-Paul Iᵉʳ écrit, quelques années avant son élection, que Josemaría Escrivá est plus radical que les autres saints qui prêchent l'appel universel à la sainteté. Là où les autres prônent une spiritualité monastique appliquée aux laïques, pour Escrivá « c'est le travail matériel lui-même qui doit être axé vers la prière et la sainteté », menant ainsi à une spiritualité laïque.
L'ancien évêque auxiliaire de Rome, Pietro Rossano, lançait cet avertissement, quelques jours avant sa mort : « L'Église est en état de péché grave parce qu'elle s'occupe de pouvoir, et parce qu'elle est occupée par le pouvoir, à savoir par Satan. Cette occupation a lieu à cause, tout spécialement, de l'Opus Dei. J'estime que c'est un devoir pour chaque chrétien de lutter pour chasser de l'Église un tel péché ».
Certains catholiques comme Piers Paul Read ou encore Vittorio Messori ont répondu à des critiques dirigées contre l'Opus Dei. Le second a déclaré que l'Œuvre était un « signe de contradiction ». Le Cardinal John Carmel Heenan commente cette phrase en ces termes : « Une des preuves de la faveur de Dieu est d'être un signe de contradiction. Quasiment tous les fondateurs de l'Église ont souffert. Monseigneur Escrivá de Balaguer n'est pas une exception. L'Opus Dei a été attaquée et ses motivations méprises. »
Le pape Jean-Paul II cite la volonté de l'Opus Dei de sanctifier des activités séculaires comme un « grand idéal ». Jean-Paul II présente la fondation de l'Opus Dei de Josemaría Escrivá de Balaguer comme ductus divina inspiratione (« issue de l'inspiration divine »). C'est lui qui a donné à l'Œuvre son statut de prélature personnelle et qui a canonisé son fondateur en 2002.
Le pape Benoît XVI est aussi un fervent défenseur de l'Opus Dei et de son fondateur. Sur le nom « Œuvre de Dieu », le pape (alors encore Cardinal Joseph Ratzinger) écrit que « le Seigneur a simplement fait usage d'Escrivá qui a permis à Dieu de faire son Œuvre ». Le cardinal Ratzinger cite aussi Escrivá pour avoir corrigé la fausse idée que la sainteté est réservée à des hommes extraordinaires complètement différents des pécheurs normaux : « Même s'il peut être très faible, avec beaucoup d'erreurs dans sa vie, un saint n'est autre que quelqu'un qui parle à Dieu comme un ami parle à un ami, permettant à Dieu d'accomplir Son Œuvre, le Seul Qui puisse rendre le monde bon et heureux. »
Le cardinal Ratzinger parle de l'Opus Dei comme « d'une union surprenante entre une fidélité absolue en la plus grande tradition de l'Église, à sa foi, et une ouverture inconditionnelle à tous les défis de ce monde, que ce soit dans le monde académique, dans le milieu du travail, ou dans les questions économiques, etc. ».
Il explique ensuite que « le théocentrisme d'Escrivá... signifie cette confiance dans le fait que Dieu est en train de travailler maintenant et que nous ne devons que nous mettre à sa disposition... Cela, pour moi, est un message de grande importance. C'est un message qui conduit à surpasser ce qui peut être la plus grande tentation de notre temps : la prétention qu'après le Big Bang Dieu s'est retiré de l'histoire. »

## Objectifs et œuvres sociales

### Message
Pedro Rodriguez, prêtre de l’Opus Dei, définit dans l’ouvrage L’Opus Dei dans l’Église (non traduit) le message transmis par Josemaría Escrivá de Balaguer de la façon suivante :
« Dieu appelle cette foule de chrétiens :

a) d’une façon baptismale, c’est-à-dire qu’il les appelle à se configurer au Christ dans l’Église, à la sainteté ;
b) personnellement, c’est-à-dire non pas en masse mais un par un, chacun par son nom, vocavi te nomine tuo ;

c) au milieu de la vie ordinaire et, précisément, à se sanctifier dans et à partir des réalités ordinaires de la vie qu’ils mènent, au nombre desquelles le travail humain et la réalité polyvalente des activités professionnelles et sociales qui se détachent et revêtent un caractère configuratif. »
Ce paragraphe résume le but poursuivi par l’Opus Dei : diffuser le message évangélique en encourageant chaque individu, personnellement, à chercher à devenir « saint » dans le cadre de ses activités quotidiennes, qu’elles soient professionnelles, sociales ou familiales et à lutter contre tout ce qui ne correspond pas aux valeurs de l'Évangile.

### Œuvres sociales
Les activités menées de façon personnelle par des fidèles de l’Œuvre n’engagent qu’eux-mêmes et n’impliquent en rien la Prélature de l’Opus Dei. En revanche, l’Opus Dei a pris l’initiative d’encourager certaines initiatives à caractère social ou éducatif. Elle s’en porte moralement garante et prend en charge leur orientation chrétienne. Il s’agit alors d’« œuvres d’apostolat collectif ».
Dans tous les cas, ces activités sont à but non lucratif. Il s’agit de participer par ces initiatives à la formation scolaire, médicale, sportive, des populations locales.

#### Écoles
L'Opus Dei a ouvert diverses écoles et collèges dans divers pays dans le monde. On peut citer par exemple :
- la création d’un collège à Hong Kong[106] ;
- l’école technique Nocedal à La Pintana qui est « une des communes avec les indices sociaux les pires de Santiago du Chili »[107] ;
- l’école Dosnon à Couvrelles en France ouverte en 1970 et qui a été la première école hôtelière du département de l’Aisne[108] ;
- le Midtown Sports and Cultural Center, à Chicago[109] ;
- l'école EMD (Entreprendre, Manager, Développer) à Marseille[110] ;
- le collège et lycée Hautefeuille, école de garçons, créé en 1985 à Paris et basé aujourd'hui à Bécon-les-Bruyères (commune de Courbevoie)[111];
- le collège Les Vignes[112], école de filles, créé en 2008 et basé à Courbevoie ;
- l'École Agnès School, école maternelle et primaire à Bruxelles (Belgique)

#### Universités
Parmi ces œuvres, l’Opus Dei a pris en charge diverses universités de par le monde en commençant par l’université de Navarre, fondée en 1952 à Pampelune par Josemaría Escrivá en personne. Parmi les autres universités reliées ou dirigées par l’Œuvre, on peut citer :
- l’université internationale de Catalogne à Barcelone[114] ;
- l’IESE Business School (1952) à Barcelone[115] qui dépend de l'université de Navarre ;
- l’université pontificale de la Sainte-Croix à Rome[116] ;
- l’université Campus Bio-Medico à Rome[117] ;
- le Lexington College à Chicago[118] ;
- l’université de Piura à Piura (Pérou)[119] ;
- l’université Strathmore à Nairobi[120] ;
- l'université panaméricaine à Mexico[121] ;
- l'université de Navarre, à Pampelune, fondée en 1952 (le campus comprend vingt facultés et une clinique universitaire) ;
- l'université de La Sabana, à Chia, en Colombie ;
- l'université des Andes, à Santiago, au Chili ;
- l'université Monteavila, à Caracas ;
- Lagos Business School, au Nigeria[122] ;
- l'université des Lagunes, à Abidjan.

#### Centres médicaux
L’Opus Dei s’est aussi chargée de créer ou de gérer d’autres œuvres sociales et humanitaires comme :
- l’hôpital Monkole de Kinshasa[123] ;
- l’unité médicale Centenario à Monterrey au Mexique[124] ;
- le centre de soins palliatifs dans le quartier de Laguna à Madrid en Espagne[125].

## LeDa Vinci Codeet l’Opus Dei
En 2003, l'Opus Dei est au centre de l'intrigue d'un roman, le Da Vinci Code, best-seller de l'écrivain Dan Brown, qui a été adapté au cinéma en 2006. L'intrigue du roman met notamment en scène un Opus Dei « mythique » qui y est dépeint comme une organisation impliquée dans une conspiration internationale opposant les instances dirigeantes de l'Église catholique au Prieuré de Sion. Lors de la sortie de son adaptation au cinéma en 2006, l'Opus Dei a demandé sans succès à Sony Pictures d'insérer un avertissement avant le film inspiré du roman précisant qu'il s'agissait d'une œuvre de fiction.
Certaines instances de l'Église catholique ont réagi à la sortie de ce livre et ont reproché à Dan Brown d'avoir entrepris une démarche visant à discréditer l'Église catholique et à faire passer l'Opus Dei pour une secte.
En réponse à l'œuvre de Dan Brown, l'Opus Dei a spécifié dans diverses publications que de nombreux points du portrait que Dan Brown fait de l'Opus Dei sont faux et ne correspondent en rien à la réalité de l'Œuvre :
- Le prieuré de Sion n'existe pas tandis que l'Opus Dei est une réalité. Dans le livre, les deux sont présentés parallèlement comme des réalités.
- L'un des personnages principaux de l'Opus Dei présenté dans le livre de Dan Brown est un moine alors qu'il n'y a aucun moine chez les membres de l'Opus Dei. Les seuls membres du clergé représentés dans l'organisation sont des prêtres séculiers.
- L'Opus Dei est présentée dans le Da Vinci Code comme prête à tout pour arriver à ses fins si les actions entreprises sont dans l'intérêt de Dieu. En tant qu'organisation catholique, l'Opus Dei se conforme à la doctrine catholique et condamne le crime et, en général, tout comportement qu'elle juge immoral.
- Le roman de Dan Brown présente l'Opus Dei comme une secte alors qu'elle est une organisation reconnue par l'Église catholique ne professant aucune autre doctrine que la doctrine de l'Église catholique. Elle ne propose à ses fidèles qu'un chemin de sainteté.
- Les femmes ont un statut égal à celui des hommes au sein de l'organisation, contrairement à ce que présente Dan Brown dans son œuvre de fiction. Ce dernier, par ailleurs, décrit des faits inexacts comme le fait que le siège principal de l'Opus Dei soit à New York alors qu'il est à Rome.
- La mortification telle que présentée dans l'ouvrage de Dan Brown ne correspond pas à la mortification telle que pratiquée au sein de l'Opus Dei qui se base sur des sacrifices discrets et volontaires et non sur des mortifications extrêmes.
- L'acquisition du statut de prélature personnelle en 1982 n'est pas liée à une quelconque participation de la part de l'Œuvre au remplissage des caisses du Vatican, comme l'écrit Dan Brown, mais à la reconnaissance de l'Opus Dei par l'Église catholique.
- La canonisation de Josemaría Escrivá n'a pas été biaisée et n'a pas été plus rapide que d'autres. Par exemple, sainte Thérèse de Lisieux a aussi été canonisée 27 ans après sa mort. De plus, les normes régissant l’instruction des causes de canonisation ont évolué sous Jean-Paul II pour accélérer les procédures, et Josemaría Escrivá est l’un des premiers à en avoir bénéficié. Le thriller de Dan Brown énonce erronément d'ailleurs que la canonisation de Josemaría Escrivá est survenue vingt ans après sa mort.

## Évolution de l'image de l'organisation
Considérée longtemps comme secrète, l'Opus Dei a profité de la canonisation de son fondateur en 2002 pour développer une communication active : journées portes ouvertes, nombreux liens avec la presse. Il s'agissait de montrer l'Opus Dei et ses membres plutôt que de rester dans une communication écrite.
Les conséquences ont été positives pour l'organisation, et sa communication autour du film Da Vinci Code a été saluée comme un modèle du genre.

## Controverses

### Question du secret

#### Objet de la controverse
L'une des critiques les plus souvent formulées à l'encontre de l'Opus Dei porte sur son caractère secret. Dans ses premiers statuts comme « Pieuse Union » en 1941, il est par exemple indiqué : « Nous conseillons aux membres de ne pas parler de l'Œuvre avec des personnes étrangères à cette entreprise »,.
Selon la constitution de 1950, il était expressément interdit aux membres de révéler leur appartenance à l'Opus Dei sans obtenir auparavant l'autorisation de leur supérieur,. La constitution de 1982 ne mentionne pas cette obligation.
Encore aujourd'hui toutefois, selon le Time magazine, la plupart des membres n'évoquent pas leur affiliation à l'Opus Dei en public.
L'Opus Dei entend garder le contrôle sur la diffusion des écrits de son fondateur, s'opposant par des recours en justice (appuyés sur la loi sur la propriété intellectuelle) à leur exploitation aussi bien par des opposants que par des partisans d'Escrivá.

#### Position de l'organisation
L'Opus Dei répond que l'appartenance à une organisation religieuse est une affaire privée, ce qui ne doit pas être confondu avec un secret,. De plus, elle ne parle pas de secret mais simplement de discrétion.
C’est ainsi que l'Opus Dei a obtenu par voie de justice le retrait du web de plusieurs documents de gouvernement internes régissant la vie des membres.
Ces documents comprennent le catéchisme de l'Opus Dei ainsi qu'une trentaine d'autres documents.

### Influence sur l'Église catholique

#### Objet de la controverse
La discrétion dont fait preuve l'Opus Dei a entraîné une réputation de lobbying auprès des instances politiques et d'infiltration au sein d'autres organes de l'Église.

#### Avis externes à l'Opus Deisur le sujet
Parmi les avis relativisant le pouvoir supposé de l'Opus Dei figurent les suivants :
- Le cardinal Albino Luciani a déclaré, un mois avant d’être élu pape sous le nom de Jean-Paul Ier : « L’extension, le nombre et la qualité des membres de l’Opus Dei ont fait penser à je ne sais quelles ambitions de pouvoir ou je ne sais quelle obéissance aveugle et grégaire. La vérité est autre : il n’y a que le désir de faire des saints, mais dans la joie, avec un esprit de service et une grande liberté ».

- Selon le journaliste américain spécialiste du Vatican John Allen, Jr., « En réalité, l’influence de l’Opus Dei dans le catholicisme est bien plus limitée que ce que beaucoup imaginent… Paradoxalement, les gens les plus enclins à croire à cette puissance occulte de l’Opus Dei ne sont généralement pas ses membres mais ses critiques, donc moins bien placés pour juger, qui voient en sa structure modeste le masque d’une immense influence cachée[138]. »

### Affairisme, élitisme et scandale

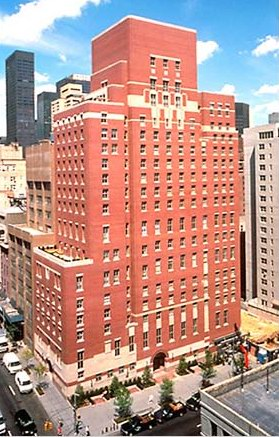
Le bureau principal de la prélature de l'Opus Dei à New York.

#### Objet de la controverse
La presse internationale, reprenant les critiques d'anciens membres de l'Opus Dei, lui reproche souvent d'être affairiste et préoccupée par des considérations financières, de demander à ses membres numéraires de reverser l'intégralité de leurs revenus à l'Opus Dei, et de chercher à recruter des membres qui perçoivent ou pourront percevoir des salaires importants. L'un des griefs à l'égard de l'Opus Dei est qu'elle se servirait des classes dirigeantes économiques et politiques pour évangéliser les peuples. L'Opus Dei est accusée d'élitisme, de cibler « les élites intellectuelles, ceux qui ont bien réussi et ceux qui ont une place sociale prééminente ».

#### Scandales politiques et financiers
Plusieurs scandales politico-financiers ont éclaboussé l'Œuvre, soit par l'appartenance des personnes impliquées à l'organisation, soit par les rivalités de pouvoir des différents courants au sein de l'Église :
- 1969 : le scandale Matesa en Espagne ;

- 19?? : la création de la société nationale d'agriculture par l'Opus Dei au Chili pour contrer le gouvernement chilien du président Frei (prédécesseur de Salvador Allende) et s'opposer aux réformes agraires ;

- 1983 : en Espagne, le scandale Rumasa[141].

Des membres de l'Opus Dei seraient possiblement mêlés aux scandales de la banque Ambrosiano, et de la Mafia,.

### Liens et proximité avec d'anciens régimes dictatoriaux
L'Opus Dei est accusée d'avoir soutenu le régime du général Franco, dont certains ministres étaient membres de l’Œuvre, et celui d'Augusto Pinochet,. Escrivá ne cachait pas ses relations avec le général Franco, lequel a compté dans un de ses ministères au moins un membre de l’Opus Dei, sinon davantage. Et puis, il y eut la nomination d’évêques opusdéistes en Amérique latine ; en particulier celle de Fernando Sáenz Lacalle en remplacement de Óscar Romero, l’évêque assassiné par l’extrême droite au Salvador. 
Concernant la participation au régime de Franco, les historiens Paul Preston et Brian Crozier soutiennent que les membres de l'Opus Dei qui étaient ministres sous Franco ont été nommés pour leur talent et non pour leur appartenance à l'Opus Dei,. D'autre part, des membres importants de l'Opus Dei étaient critiques envers le régime de Franco tels Rafael Calvo Serer (es) et Antonio Fontán, qui devint le premier président du Sénat de l'Espagne post-franquiste. Selon John L. Allen, Jr., à la fin du régime de Franco, les membres de l'Opus Dei se partageaient à parts égales entre partisans et opposants à Franco.
Contrairement à ce qu'affirment certains opposants de l'Opus Dei, il n'y a jamais eu de ministre de l'Opus Dei dans les gouvernements successifs d'Alberto Fujimori au Pérou,. Au contraire, Fujimori a déclenché l'ire de l'Église catholique, et en particulier de Cipriani, membre de l'Opus Dei, en faisant voter une loi autorisant la stérilisation.
Pour sa part, l'œuvre a démenti que l'un des ministres d'Augusto Pinochet a été membre de l'Opus Dei : « Aucun membre de l’Opus Dei n’a été ministre ou conseiller du gouvernement de Pinochet ou n’a occupé une quelconque fonction de direction de haut niveau pendant le régime de Pinochet » L'Opus Dei a cependant offert son aide pour faciliter la libération de Pinochet lors de son arrestation à Londres en 1998.

### Mortification
Les membres de l'Opus Dei pratiquent ce qu'on appelle la mortification corporelle qui représente la souffrance connue par Jésus-Christ lors de sa crucifixion[réf. nécessaire]. Afin de se rapprocher de la passion du Christ, ils peuvent jeûner, « persévérer dans le travail malgré la fatigue, à affronter avec bonne humeur les contrariétés, à se priver discrètement », dormir sans oreiller ou encore dormir à même le sol,.
L'Opus Dei met l'accent sur le fait qu'aucune de ces mortifications ne doit en aucun cas causer des « dommages à la santé ».
Certains membres peuvent utiliser un cilice ou encore la discipline. Selon l'Opus Dei, ces pratiques relèvent d'un choix volontaire et intime. L'Opus Dei rappelle que « la pénitence est pratiquée par amour de Dieu et désir d’imitation du Christ, et non en vertu d’un sentiment de culpabilité, de haine de soi ou d’auto-punition »,.
« Ces mortifications corporelles — le cilice, les disciplines, et dormir sur le sol ou sans oreiller, selon les cas —, sont indiquées seulement pour les Numéraires et les Agrégés. »

### Procédure judiciaire impliquant une association liée à l'Opus Deien France
Une procédure judiciaire pour travail illégal oppose, de 2001 à 2017, l’Association de culture universitaire et technique (ACUT), liée à l'Opus Dei, à Catherine Tissier. Cette dernière obtient gain de cause.
Une première décision de justice en septembre 2011 déboute la plaignante, qui fait alors appel de ce jugement.
En mars 2013 la Cour d'appel de Paris condamne l'ACUT, ainsi que deux salariés de ses établissements hôteliers, pour « travail dissimulé et rétribution inexistante ou insuffisante du travail d’une personne vulnérable ou dépendante ».
En janvier 2015 la Cour de cassation a jugé que ce verdict n'était pas justifié. Elle a cassé et annulé le jugement de la Cour d'appel de Paris, et renvoyé le procès devant la Cour d'appel d'Amiens.
Le 27 juillet 2016 la Cour d'appel d'Amiens a condamné, pour dissimulation de salariés et pour rétribution contraire à la dignité, l'ACUT à 30 000 € d'amende et 32 000 € de dommages et intérêts et frais de justice au bénéfice de Catherine Tissier. L'ACUT a déposé un pourvoi en cassation (L'Express du 28 septembre 2016).
Par son arrêt du 17 octobre 2017 (arrêt N° D 16-86.616 F-D No 2228 VD1), la Cour de Cassation a rejeté ce recours et confirmé la condamnation prononcée en juillet 2016 par la Cour d'Appel d'Amiens.

### Procédures et soupçons de traite humaine, travail forcé et/ou dissimulé
L'affaire Catherine Tisser rejoint d'autres cas en Argentine,,, en Irlande et ailleurs dans le monde où l'Opus Dei est accusée de «trafic humain», «travail forcé» ou «travail dissimulé» par d'anciennes numéraires auxiliaires.
En Argentine, les procureurs accusent l'Opus Dei d'avoir mis en place un système de recrutement de jeunes filles mineures qui ne sont donc pas en âge de donner leur consentement éclairé pour un engagement religieux dans l'Opus Dei et de faire vœux de pauvreté, d'obéissance et de chasteté. Au moins quarante-quatre cas de femmes sont connus.

### Filmographie
- (fr) Documentaire réalisé par Marcela Said Cares et Jean de Certeau en 2006 Opus Dei, une croisade silencieuse.